# Oberems
Oberems é uma comuna da Suíça, no Cantão Valais, com cerca de 136 habitantes. Estende-se por uma área de 84,6 km², de densidade populacional de 2 hab/km². Confina com as seguintes comunas: Agarn, Ayer, Embd, Ergisch, Randa, Saint-Luc, Sankt Niklaus, Unterems. 
A língua oficial nesta comuna é o Alemão.